# Lucha entre parientes
En el universo imaginario del escritor J. R. R. Tolkien, se llamó Lucha entre parientes a la guerra civil dada en el reino de Gondor entre los años 1432 y 1448 de la Tercera Edad del Sol. En ella se enfrentaron dos bandos encabezados por descendientes del Rey Calmacil. El motivo fue el hecho de que los nobles de Gondor de estirpe Dúnadan no aceptaron ser gobernados por el rey Eldacar, hijo de Valacar, porque consideraban que su sangre, mezclada con la de los Hombres de Rhovanion, ponía en peligro la existencia del Reino del Sur.

## Historia
Desde la época del Rey Rómendacil I se hizo patente la necesidad de Gondor, de tener buenas relaciones con los Hombres del Norte, especialmente los que vivían en el Sur del Bosque Negro y entre este y el Celduin; puesto que servirían para mantener seguro las fronteras septentrionales del Reino. Además los consideraban parientes lejanos porque estos descendían de la parte de la Casa de Hador, que no habían llegado a Beleriand. Por lo que fue política del reino durante muchos siglos y en muchas oportunidades esta alianza tuvo sus frutos.
Fue así que el Rey Rómendacil II envió a su hijo Valacar como Embajador de Gondor a las tierras del Sur de Rhovanion y a la Corte del Rey Vidugavia. Esta era una práctica corriente y había reciprocidad entre ambos Pueblos, puesto que muchos Hombres del Norte, servían en la corte de Gondor. Valacar fue más allá del simple servicio diplomático, y se casó con la Hija del Rey, Vidumavi. Ambos tuvieron un hijo llamado Eldacar. Esto causó resquemores entre los nobles de Gondor, puesto que "(...)miraban ya con desconfianza a los Hombres del Norte que había entre ellos; y era cosa inaudita hasta entonces que el heredero de la corona o hijo alguno del Rey se casara con alguien de una raza menor y extranjera..." (ESDLA. Apéndice A)
Cuando el reinado de Valacar, que había asumido el trono en el año 1366 T. E., se acababa las provincias del sur de Gondor se empezaban a rebelar contra lo que veían era la casi segura ascensión al trono de un Hombre de raza mezclada.
Fue así que Castamir, un poderoso Capitán de Barcos, que era nieto de Calimehtar, hermano menor de Rómendacil II y por lo tanto primo hermano de Eldacar; se levantó contra Éste en el año 1432 T. E., cuando el hijo de Valacar apenas había asumido como Rey de Gondor. 
La lucha duró muchos años, con Eldacar resistiendo en Osgiliath y Castamir conduciendo a sus tropas desde Pelargir. En el año 1437 T. E. el rebelde Castamir logra tomar la Capital del Reino e incendia La Torre de la Bóveda, destruyéndola por completo. Fue en esa acción que el Palantir de Osgiliath se perdió definitivamente cayendo a las aguas del Anduin y nunca pudo ser recuperado. Eldacar logró huir y se dirigió hacia Rhovanion, con fuerzas muy menguadas, en busca de ayuda. Pero su Hijo Ornendil es capturado y muerto por orden de Castamir.
El Usurpador Castamir asume el Trono de Gondor. En poco tiempo quedó claro para muchos, que era un hombre cruel y despótico, como lo demostró con la innecesaria ejecución de Ornedil y la matanza y destrucción habida en la Ciudad de las Estrellas. Además "(...)el amor por Castamir disminuyó todavía más cuando se vio que cuidaba muy poco de las tierras y que sólo pensaba en las flotas, y que se proponía mudar el sitio del trono a Pelargir." (ESDLA. Apéndice A)
En el año 1447 T. E. los Feudos de Anórien e Ithilien, junto a Calenardhon mostraron abierta rebelión contra Castamir. Esto fue aprovechado por Eldacar, quien reunió un gran ejército de Hombres del Norte y de soldados de esos Feudos y atacó Gondor; librándose la Batalla de los Cruces del Erui, en el Camino de Minas Tirith a Pelargir; en donde El Usurpador fue derrotado y muerto por el propio Eldacar. El resto de las tropas rebeldes se refugia en Pelargir y la Ciudad es sitiada por Eldacar.
Al año siguiente (1448 T. E.), los Rebeldes que todavía mantenían el control de las flotas de Gondor ancladas en Pelargir huyeron hacia Umbar, convirtiéndose en Corsarios, y pronto se aliaron con los Haradrim para poner en jaque a Gondor durante casi cuatro siglos. Así fue hasta que, en el año 1810 T. E., el rey Telumehtar tomó Umbar por asalto, expulsó a los Corsarios y mató a los últimos descendientes de Castamir.
Durante su reinado, Eldacar reconstruyó las ciudades de Osgiliath y Pelargir, y gobernó Gondor hasta su muerte en el año 1490 T. E., habiendo vivido 235 años, demostrando así la falacia de los argumentos de sus enemigos en cuanto a que, por tener sangre mezclada, se "(...)malograba la majestad de los Reyes de los Hombres..." (ESDLA. Apéndice A)